# 1983年イギリス総選挙

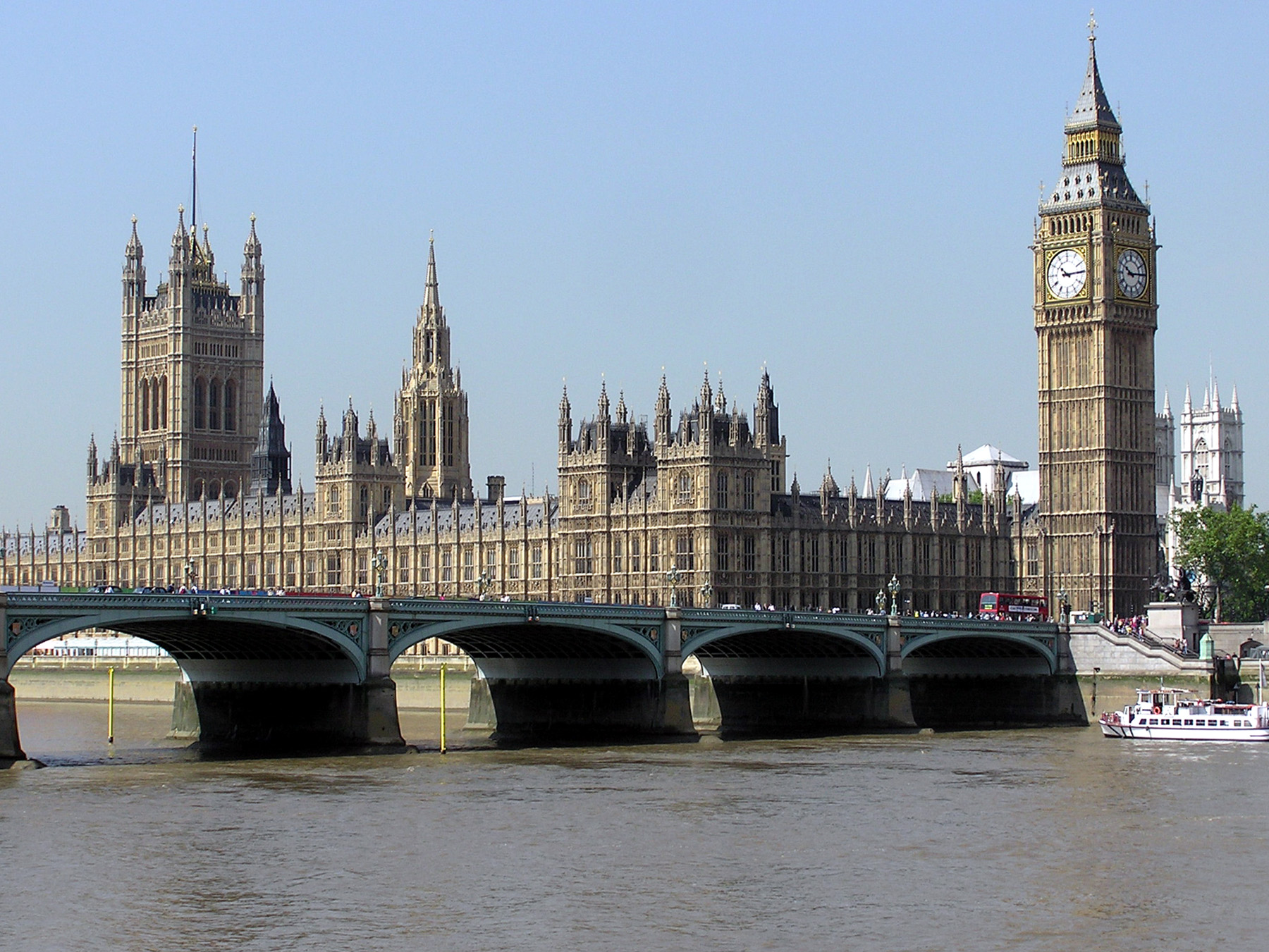
イギリス議会議事堂（ビッグ・ベン）

1983年イギリス総選挙（1983ねんイギリスそうせんきょ、英語：United Kingdom General Election, 1983）は、英国議会（正式名称：グレートブリテン及び北アイルランド連合王国議会）の議員を選出するため、1983年6月9日に行われた英国における総選挙である。

## 選挙データ
- 首相：マーガレット・サッチャー（保守党）
- 議会構成：上院（貴族院）と下院（庶民院）の両院で構成されるが、貴族院の議員は世襲貴族や一代貴族から選出されるので、下院議員だけが総選挙で選出される。
- 下院議員の任期：議員の任期は5年であるが、任期満了前に解散して総選挙となることが多い（前回は1979年）。
- 改選議席数：650議席
- 選挙制度：各選挙区で最多得票を獲得した候補者のみが当選する完全小選挙区制

## 選挙結果
- 投票率：72.7％

| 党派                                       | 党派                                        | 党派                                       | 得票       | %    | 候補者                | 議席数      |
| ------------------------------------------ | ------------------------------------------- | ------------------------------------------ | ---------- | ---- | --------------------- | ----------- |
| ■                                          | 保守党 Conservatives                        | 保守党 Conservatives                       | 13,012,316 | 42.4 | 633                   | 397         |
| ■                                          | 労働党 Labour                               | 労働党 Labour                              | 8,456,934  | 27.6 | 633                   | 209         |
| ■                                          | 自由党／社会民主党 同盟 Liberal/SDP Allince | 自由党 Liberal                             | 7,780,949  | 25.4 | 633 Lib(322) SDP(311) | 23 (17) (6) |
| ■                                          | 自由党／社会民主党 同盟 Liberal/SDP Allince | 社会民主党 SDP                             | 7,780,949  | 25.4 | 633 Lib(322) SDP(311) | 23 (17) (6) |
| アルスター統一党（Ulster unionist）        | アルスター統一党（Ulster unionist）         | アルスター統一党（Ulster unionist）        | 259,952    | 2.5  | 16                    | 11          |
| 民主統一党（Democratic Unionist）          | 民主統一党（Democratic Unionist）           | 民主統一党（Democratic Unionist）          | 152,749    | 2.5  | 14                    | 3           |
| SOUP                                       | SOUP                                        | SOUP                                       | 137,012    | 2.5  | 17                    | 1           |
| シン・フェイン党（Sinn Pain）              | シン・フェイン党（Sinn Pain）               | シン・フェイン党（Sinn Pain）              | 102,701    | 2.5  | 14                    | 1           |
| その他・諸派                               | その他・諸派                                | その他・諸派                               | 112,060    | 2.5  | 33                    | 1           |
| スコットランド国民党 （Scottish National） | スコットランド国民党 （Scottish National）  | スコットランド国民党 （Scottish National） | 331,975    | 1.1  | 72                    | 2           |
| プライド・カムリ (Plaid Cymru)             | プライド・カムリ (Plaid Cymru)              | プライド・カムリ (Plaid Cymru)             | 125,309    | 0.4  | 38                    | 2           |

有効得票数：30,671,137票
出典：HOUSE OF COMMONS PUBLIC INFORMATION OFFICE,FACTSHEET No 22 GENERAL ELECTION RESULTS,9 JUNE 1983,pp.2,9.
注：候補者を擁立したが、議席を獲得できなかった政党及びグループについては省略した。北アイルランドにおける各地域政党の得票率は出典資料の関係で合算したものを掲載している。
前回79年の総選挙で政権の座についた保守党が、労働党に前回より圧倒的大差をつけて勝利し、引き続き政権の座を担うこととなった。一方、前回総選挙で政権の座から転落した労働党は、党内左右両派の路線対立が激化し、左派系優位の状態で選挙を戦うことになり、マニフェストも社会主義的色彩が相当強い内容となった。このような状況に反発した党内の社民主義グループ（右派）が党を離脱して新たに「社会民主党」を結成し、現職議員30名余りが自由党との連合に鞍替えして出馬する事態となった。選挙の結果、労働党は「不満の冬」直後に行われた前回総選挙の得票率36.9％を大きく下回る27.6％に留まり惨敗した。他方で、自由党と社民党の「連合」が25.4％を獲得し、労働党は辛うじて野党第一党の座を確保する状況にまで追い込まれる結果となった。
特に、労働党の固い支持基盤であった労働組合員の支持が前回の51％から39％に低下しただけでなく、産業構造が変化したことに伴って有権者層の40％ほどを占めるまでに増加したホワイトカラーと労働者階級でも上層部分に位置する熟練労働者層における支持も24％から18％にまで低下した。ホワイトカラーと熟練労働者、いわゆる中産階級が高い比率で居住しているイングランド南部における労働党の支持率低下は際立っていた。この地域には全人口の三分の一が居住し、ロンドン都市部を除いて176議席が配分されていたが、同地域で労働党が獲得できたのはわずか3議席に過ぎなかったばかりか、次点に入った選挙区も24選挙区に留まった。
このような選挙結果に衝撃を受けた労働党では、党内左派の発言力が相対的に低下し、11月の党指導部の選挙において穏健派のニール・キノックを新党首に、右派のロイ・ハタズリーを副党首に選出し、党再建に乗り出すこととなった。

### 得票率と獲得議席
イギリスの総選挙では、単純小選挙区制のもとで行われるため、得票率と実際の議席保有率の間には、差が生じる。労働と社民・自由党連合（以下、連合）の選挙結果を見た場合、得票率では労働党27.58％、連合25.38％であったのに対し、獲得議席割合では労働党32.15％、連合3.54％で労働党が連合に大差をつけている。
| 得票率               | 得票率               | 得票率 | 得票率 | 得票率 |
| -------------------- | -------------------- | ------ | ------ | ------ |
|                      |                      |        |        |        |
| 保守党               | 保守党               |        | 42.44% | 42.44% |
| 労働党               | 労働党               |        | 27.58% | 27.58% |
| 社民・自由党連合     | 社民・自由党連合     |        | 25.38% | 25.38% |
| スコットランド国民党 | スコットランド国民党 |        | 1.08%  | 1.08%  |
| アルスター統一党     | アルスター統一党     |        | 0.85%  | 0.85%  |
| 諸派                 | 諸派                 |        | 2.39%  | 2.39%  |

| 獲得議席割合     | 獲得議席割合     | 獲得議席割合 | 獲得議席割合 | 獲得議席割合 |
| ---------------- | ---------------- | ------------ | ------------ | ------------ |
|                  |                  |              |              |              |
| 保守党           | 保守党           |              | 61.08%       | 61.08%       |
| 労働党           | 労働党           |              | 32.15%       | 32.15%       |
| 社民・自由党連合 | 社民・自由党連合 |              | 3.54%        | 3.54%        |
| アルスター統一党 | アルスター統一党 |              | 1.69%        | 1.69%        |
| 諸派             | 諸派             |              | 1.54%        | 1.54%        |